# Железопътна линия Саръгьол – Шемница
Железопътна линия Саръгьол – Шемница (на гръцки: Σιδηροδρομική γραμμή Σαρή Γκιόλ – Σνέφτσα) е теснолинейна (600 mm) линия (дековилка), съществувала в Южна Македония, Гърция от 1916 до 1918 година.

## История
Линията, дълга приблизително 25 километра, е една от няколкото теснолинейки, построени по време на Първата световна война за тилова поддръжка на военните действия на Съглашението на Солунския фронт. Построена е в 1916 година от френските военни сили и нейната цел е да снабдява съюзническите сили в района на планината Круша със строителни материали, оръжия, боеприпаси и провизии и в обратната посока за транспортиране на ранени войници от фронта до болници.
Британските военни сили поемат линията от французите през ноември 1916 година и я укрепяват с по-тежки релси, тежащи 16,5 kg/m, до края на октомври 1917 година.

## Маршрут
Линията започва от гара Саръгьол (днес Кристони), гара на железопътната линия Солун – Дедеагач с нормално междурелсие. Едно разклонение на линията на изток, дълго около 10 km, завършва при Коркутово (Терпилос). Второ разклонение, дълго 11 km, е построено от британците от 24 септември 1917 година до 1 февруари 1918 година и започва от Грамадна (Евкарпия) и завършва при Раяново (Вати).
- Изграждане на мост над Галик (Галикос)
- Британски войници и гръцки работници полагат релси край Шемница
- Британски войници на крайната гара Шемница
- Британски войници на междинна гара Планиница (Фиска)
- Локомотив „Дековил-Лок“ в Морарци
- Локомотив „Дековил-Лок“ край Кукуш